# Zelia Aumere
Zelia Aumere (nom civil Zelia Uhke, nom de naixement Zelia Anton; Tallinn, 4 de març de 1919 - Solna, Suècia, 13 d'agost de 1998) va ser una violinista i pedagoga estoniana.
Es va donar a conèixer de petita actuant amb el seu germà Hubert Aumere. El 1937 es va graduar a la classe de violí de Johannes Karl Paulsen al Conservatori de Tallinn, el 1942 va completar els seus estudis a Salzburg amb Váša Příhoda.
Va escapar a Suècia el 1944, va tocar a l'Orquestra Simfònica de la Ràdio Sueca i al quartet de corda d'Otto Kyndel. Entre 1940 i 1950, es va convertir en el solista més sol·licitat de les agències de concerts nòrdiques (fent concerts en solitari a molts països). El 1958 i 1959, va participar en els cursos de màster de Wolfgang Schneiderhan a Lucerna com a becària i va tocar a l'orquestra del festival fins al 1966, any que va treballar com a professora de violí a Estocolm. Va ser el primer intèrpret d'obres de diversos compositors, entre ells Eduard Tubin.

## Personal
El seu pare Jakob Aumere era violinista, el germà Hubert Aumere era violinista, el germà Edmund Aumere era actor i el germà Harry Aumere era esportista i entrenador. El seu marit Rein Uhke era ministre de l'església.